# Сану, Вильфрид
Вильфри́д Сану́ (фр. Wilfried Sanou; 16 марта 1984, Бобо-Диуласо) — футболист из Буркина-Фасо, нападающий. Выступал в национальной сборной Буркина-Фасо.

## Карьера
Начинал карьеру в 2003 году в составе «Фрайбурга», сыграл 97 игр и забил 9 голов. В 2008 году перешёл в «Кёльн», где играет и сейчас. В сезоне 2010/11 отправлялся в аренду в японский «Урава Ред Даймондс».
Играет в сборной с 2004 года. Провёл 14 встреч и забил 3 мяча. Несмотря на то, что начал играть только с 2004 года в составе «жеребцов», считается участником Кубка африканских наций 2002 и Кубка африканских наций 2010.